# Bing Liu
Bing Liu (* 1989) ist ein chinesisch-US-amerikanischer Filmregisseur und Kameramann. Bekannt wurde er vor allem als Regisseur der Dokumentation Minding the Gap (2018), der bei der Oscarverleihung 2019 als Bester Dokumentarfilm nominiert war.

## Leben
Liu wurde in China geboren. Mit fünf Jahren zog er zusammen mit seiner Familie von China in die Vereinigten Staaten. Kurz darauf ließen sich seine Eltern scheiden. Liu nahm mit 14 Jahren die amerikanische Staatsbürgerschaft an. Er zog mit seiner Mutter nach Rockford, Illinois. Die Beziehung zu seinem Stiefvater war von Gewalt und Rassismus geprägt. Liu gab später an, seinetwegen kein gutes Mandarin mehr sprechen zu können, weil er die Sprache in seinem Haus nicht duldete.
Seine Leidenschaft fürs Filmemachen entdeckte er mit 15, nachdem er den Skateboard Film First Love gesehen hatte, der vom Transworld Skateboarding Magazine produziert wurde. Er begann Skateboarder zu interviewen und brachte sich das Fotografieren und Filmen selbst bei.
Er besuchte anschließend das Community-College Rock Valley College, verließ Rockford jedoch mit 19. Er studierte anschließend Literaturwissenschaften an der University of Illinois at Chicago.
Ab 2012 arbeitete er an zahlreichen Filmsets, vor allem als Kameramann. Seinen ersten größeren Job hatte er am Set von Um jeden Preis – At Any Price.
2018 erschien sein Dokumentarfilm Minding the Gap, der von seinem Leben und dem seiner Freunde als Skateboarder in Rockford handelte. Das Material entstand über einen Zeitraum von 12 Jahren. Liu begann mit 14 sich und seine Freunde aufzuzeichnen. Der Plan zur Dokumentation reifte allerdings erst in seinen 20ern. Liu ist sowohl Regisseur als auch Hauptfigur. Film handelt auch von Gewalt, Brutalität und toxischer Männlichkeit.
Liu arbeitete auch an der Dokumentarserie America to Me mit, die über Starz erschien.